# Kismedvés
Kismedvés (1899-ig Medvedze, szlovákul: Medvedie, ukránul: Medvedzse) község Szlovákiában, az Eperjesi kerület Felsővízközi járásában.

## Fekvése
Felsővízköztől 16 km-re északkeletre, a Ladomér-patak és a lengyel határ között fekszik.

## Története
A falu a 16. században a vlach jog alapján keletkezett, amikor ruszinokat telepítettek ide. 1572-ben „Medveczya” alakban említik először. A makovicai uradalom része volt. 1787-ben 19 házában 131 lakos élt.
A 18. század végén Vályi András így ír róla: „MEDVECZA. Tót falu Sáros Várm. földes Ura G. Áspermont Uraság, lakosai több félék, fekszik a’ Makovitzai Uradalomban, legelője, és fája tűzre meg lehetősen van, határja hegyes, és sovány.”
1828-ban 35 háza volt 276 lakossal. Lakói mezőgazdasággal, állattartással, zsindelykészítéssel foglalkoztak.
Fényes Elek 1851-ben kiadott geográfiai szótárában így ír a faluról: „Medvecze, orosz falu, Sáros vmegyében, Galliczia szélén, a makoviczi uradalomban, 19 romai, 260 g. kath., 14 zsidó lak. Sovány kősziklás határa csak zabot terem.”
1920 előtt Sáros vármegye Felsővízközi járásához tartozott.

## Népessége
| Év:            | 1994. | 2004. | 2014.    | 2024.   |
| -------------- | ----- | ----- | -------- | ------- |
| Emberek száma: | 75    | 57    | 47       | 43      |
| Eltérés:       |       | -24 % | -17,54 % | -8,51 % |

| Év:            | 2023. | 2024.   |
| -------------- | ----- | ------- |
| Emberek száma: | 45    | 43      |
| Eltérés:       |       | -4,44 % |

1910-ben 168, túlnyomórészt ruszin lakosa volt.
2001-ben 62 lakosából 40 szlovák és 21 ruszin volt.
2011-ben 51 lakosából 28 ruszin és 21 szlovák.

## Nevezetességei
Szent Demeter tiszteletére szentelt görögkatolikus fatemploma 1903-ban épült.